# Camino francés
Le Camino francés (en latin : Iter francorum, galicien : Camiño francés), « chemin des Francs » ou, par extension, « chemin des Français » en français), est aujourd'hui[Quand ?] l'itinéraire le plus fréquenté en Espagne pour le pèlerinage de Saint-Jacques-de-Compostelle.
Il était également appelé « Ruta Interior », par opposition à la « Ruta de la Costa » ou Camino del Norte, itinéraire du nord par les villes de la côte atlantique.
Au sens strict, le Camino francés commence juste en amont de Puente la Reina, à la jonction entre le Camino aragonés et le Camino navarro. Selon une autre acception, il inclut le Camino navarro et commence donc au pied du franchissement des Pyrénées, c'est-à-dire initialement à Saint-Michel et aujourd'hui à Saint-Jean-Pied-de-Port. Au sens le plus large comme pour le Camino navarro, il débute encore plus en amont, à Ostabat, au point de jonction des trois itinéraires venant de Tours, Vézelay et Le Puy-en-Velay, voire dès l'entrée en Basse-Navarre, territoire qui faisait autrefois partie du Royaume de Navarre.
Le tracé de cet itinéraire possède quelques variantes historiques ; de nouvelles variantes sont également instaurées de nos jours par les collectivités locales pour s'adapter aux évolutions de l'urbanisation et du tourisme notamment.
Cet itinéraire est inscrit, depuis 1993, au patrimoine mondial de l'UNESCO. Il fait partie également des Itinéraires culturels européens (ICE), label créé par le Conseil de l'Europe pour promouvoir une culture européenne commune.

## Historique

### Avant leXIesiècle
Peu d'informations sont disponibles sur les chemins que suivaient jusqu'au XIe siècle les  pèlerins de Saint-Jacques une fois franchies les Pyrénées. Contrairement à une idée très répandue, il n'y avait pas de chemins spécifiques pour les pèlerins ; ces derniers empruntaient les routes de tous les voyageurs. Les efforts des souverains pour l'aménagement des routes n'étaient pas réalisés particulièrement pour les pèlerins mais plutôt pour les déplacements commerciaux, fiscaux et militaires.
Nul ne sait par quel  itinéraire passa exactement l'évêque du Puy, Godescalc, en 950, lorsqu'il alla à Saint-Jacques-de-Compostelle si ce n'est qu'il fit étape au monastère Saint-Martin d'Albelda (proche de Logroño).

### XIesiècle
Une indication est donnée, toutefois, dans la Chronique de Silos, rédigée en 1110 : il y est précisé que le roi de Navarre, Sanche III le Grand (1000-1035), « des Pyrénées au château de Nájera, ayant éliminé la présence païenne des terres qui les séparaient, fit passer, tout droit, le chemin de Saint-Jacques, quand, auparavant, les pèlerins faisaient le détour par l'Alava. » L'argument de l'occupation de ce territoire par les Maures est peu recevable, quand on sait que les chrétiens l'avaient reconquis depuis longtemps. Mais il est certain que, dans sa politique d'expansion vers l'Ouest, Sanche avait besoin d'un axe de communication établi, fréquenté et important entre Nájera et Burgos, pour faire passer ses troupes et qu'à ce titre il encouragea le passage, par cet axe, d'un flux de pèlerins de plus en plus important.
Avant Sanche III, les voyageurs allaient de Roncevaux à Pampelune, puis passaient par Salvatierra, Vitoria, traversaient l'Èbre près de Miranda de Ebro, gagnaient Briviesca puis Burgos.
Après Sanche III, de Pampelune, ils suivaient un itinéraire moins direct qui les faisait passer par Puente la Reina, Estella, Logroño, Nájera, Burgos. Ce chemin, stable, sûr et quasiment unique, qui allait de Puente la Reina à Saint-Jacques-de-Compostelle, fut rapidement appelé Iter francorum ou Camino francés, parce que beaucoup de pèlerins venaient du nord des Pyrénées, mais aussi parce beaucoup de Francos, clercs, moines, artisans ou marchands, vinrent s'établir le long de ce chemin qui fut une voie de peuplement plus qu'un chemin de pèlerinage.
Après Sanche III, deux rois, contemporains, jouèrent un rôle important dans l'aménagement, la consolidation et la sécurité de cette voie : Alphonse VI (1072-1109), roi de Castille, et Sanche 1er Ramirez (1063-1094), roi d'Aragon.
Alphonse VI fit supprimer des péages qui entravaient la circulation. Il encouragea la fondation d'hôpitaux à O Cebreiro, Burgos, Foncebadón. Il soutint les efforts de Santo Domingo de la Calzada dans la construction de ponts et de chaussées. Il fit venir des Francos à Sahagún, Logroño et Villafranca del Bierzo. Sous son règne, le pont de Ponferrada fut construit et le monastère de San Zoilo à Carrión de los Condes fut fondé.
Quant à Sanche Ier d'Aragon, il supprima également des péages, fonda Estella, aida à la création des hôpitaux de Jaca et de Pampelune, céda domaines et églises à de grandes abbayes comme Sainte-Foy de Conques et La Sauve Majeure, près de Bordeaux.

### XIIesiècle
Dès la prise de la ville de Saragosse le 18 décembre 1118, le roi Alphonse Ier d'Aragon incite les pèlerins français, se rendant à Saint-Jacques, à passer par les nouvelles villes conquises. Il crée ainsi une nouvelle route de pèlerinage que les Espagnols nommeront Camino francés. Ainsi, en 1240, quand le moine Aimery Picaud se rend à Saint-Jacques puis rédige son Guide du Pèlerin, il indique les villes étapes du Camino francés, sans indiquer l’existence du camino del Norte.
Au début du XIIe siècle, l'infrastructure du Camino francés est créée. Au fil des événements et du temps, certains voyageurs, après l'intégration au XIIIe siècle de l'Alava et du Guipuscoa au royaume de Castille, franchissent la Bidassoa à Irun et rejoignent Burgos par Tolosa, San Adrián et Vitoria-Gasteiz ; d'autres suivent la route côtière (le Camino del norte), coupée d'obstacles naturels et mal équipée. Mais le Camino francés reste cette grande voie de communication du nord de l'Espagne.

### Époque contemporaine
- En 1977, la publication du livre Priez pour nous à Compostelle[7] rencontre un grand succès en librairie et relance l'intérêt autour de ce chemin de randonnée.
- En août 1989, le pape Jean-Paul II, organise les IVes JMJ à Saint-Jacques, et invite les chrétiens et les Européens à faire le pèlerinage jacquaire[8]. Le nombre de pèlerins reçus à Saint-Jacques connaît depuis cette date une croissance rapide.
- En 1993, l'Espagne obtient de l'UNESCO l'inscription au patrimoine mondial du Camino francés au titre « d’un paysage culturel linéaire continu qui va des cols des Pyrénées à la ville de Saint-Jacques-de-Compostelle. » Outre 166 villes ou villages et plus de 1 800 bâtiments, a été classée une bande de trente mètres de part et d’autre du chemin.

Le Camino francés fait partie également des Itinéraires culturels européens (ICE), label créé par le Conseil de l'Europe pour promouvoir une culture européenne commune.

## Un axe de développement économique
Dès sa création, le chemin de pèlerinage devient un axe de développement pour les villes et régions traversées : il entraîne la création de ponts, de routes, d'auberges et de monastères pour accueillir et héberger les pèlerins. Du XIIIe siècle au XVe siècle il est une artère commerciale majeure pour les royaumes espagnols et pour le reste de l'Europe. C'est aussi une occasion de repeuplement de ces régions fraîchement reconquises par les souverains ibériques : ils proposent des avantages (fiscaux) et offrent des terres aux pèlerins qui voudraient bien s'installer dans les nouvelles villes établies le long du camino.
Aujourd'hui, avec un nombre de pèlerins annuels dépassant les 170 000 (en 2015), et un taux de croissance de près de 10% par an, le pèlerinage devient un enjeu commercial et financier pour toutes les villes situées sur son parcours. On observe une augmentation croissante du nombre de gîtes, auberges et restaurants sur tout le tracé du Camino francès. Cette hausse de fréquentation ne se limite pas à ce chemin, mais s'étend à toutes les routes de pèlerinage menant à Santiago.

## Extraits duGuide du Pèlerin
Le Guide du Pèlerin, ouvrage de référence datant du XIIe siècle et constitutif du Codex Calixtinus, est l'œuvre du moine Aimery Picaud. Les extraits ci-après proviennent du Guide du Pèlerin de Jeanne Vielliard, édition Protat, 1938. Le texte du XIIe siècle y est traduit en français d’après les manuscrits de Compostelle et de Ripoll. Le titre de Guide du Pèlerin n'existe pas dans le manuscrit. Il date de 1938. Ce document n'a pas été connu avant 1882 (édition en latin du P. Fita).

### ChapitreII
Les étapes du chemin de Saint-Jacques. Calixte pape.

« Depuis les ports de Cize jusqu'à Saint-Jacques, il y a treize étapes : la première va depuis le Village de Saint-Michel qui est au pied des ports de Cize, sur le versant gascon, jusqu'à Viscarret, et cette étape est courte ; la seconde va de Viscarret jusqu'à Pampelune et elle est petite ; la troisième va de la Ville de Pampelune à Estella ; la quatrième d'Estella à Najera, se fait à cheval ; la cinquième, de Najera à la ville de Burgos, se fait également à cheval ; la sixième va de Burgos à Fromista; la septième de Fromista à Sahagun ; la huitième va de Sahagun à la ville de Leòn ; la neuvième va de Leòn à Rabanal ; la dixième va de Rabanal à Villafranca, à l'embouchure du Valcarce, après avoir franchi les ports du Monte Irago ; la onzième va de Villafranca à Triacastela, en passant par les cols du mont Cebrero ; la douzième va de Triacastela à Palaz de Rey ; quant à la treizième, qui va de Palaz de Rey jusqu'à Saint-Jacques, elle est courte. »

### ChapitreIII
Nom des villes et des bourgs sur le chemin de Saint-Jacques
Dans le chapitre III du Guide du Pèlerin, la description du Camino francés est des plus sommaires ; à chacun de s’y retrouver. Les 53 points de passage explicitement cités dans le Guide du Pèlerin sont soulignés dans la citation ci-dessous.
La dernière phrase dément le mythe selon lequel le pèlerinage se faisait en mendiant le gîte et le couvert.

« Depuis les ports de Cize, voici les bourgs les plus importants qu'on rencontre sur le chemin de Saint-Jacques jusqu'à la basilique de Galice : d'abord, au pied même du mont de Cize, sur le versant gascon, il y a le bourg de Saint-Michel ; ensuite, après avoir franchi la crête de ce mont [de Cize], on atteint l'hospice de Roland, puis la ville de Roncevaux ; on trouve ensuite Viscarret, puis Larrasoaña, puis la ville de Pampelune, puis Puente la Reina, puis Estella où le pain est bon, le vin excellent, la viande et le poisson abondants et qui regorge de toutes délices.
On passe ensuite par los Arcos, Logroño, Navarrete, puis on trouve la ville de Najera, Santo Domingo [de la Calzada], Redecilla [del Camino], Belorado, Villafranca, la forêt d'Oca, Atapuerca, la ville de Burgos, Tardajos, Hornillos deI Camino, Castrogeriz, le pont d'Itera [del Castillo], Frómista, Carrión, qui est une ville industrieuse et prospère, riche en pain, en vin, en viande et en toutes sortes de choses; puis il y a Sahagún, où règne la prospérité ; là est un pré où, dit-on, les lances étincelantes des guerriers victorieux, plantées là pour glorifier Dieu, se mirent autrefois à verdoyer.
Puis il y a Mansilla et la ville de León, résidence du roi et des cours, pleine de toutes sortes de félicités. Ensuite c'est Órbigo, puis la ville d'Astorga, puis Rabanal [del Camino] surnommé le Captif, puis Puerto Irago, Molina Seca, puis Ponferrada, Cacabelos, Villafranca sur la bouche du Valcarce, puis le camp des Sarrasins, Villa Us, le col du mont Cebrero et l'hospice au sommet de ce mont, puis Linarés, puis Triacastela au pied de ce mont, en Galice, là où les pèlerins reçoivent une pierre qu'ils emportent avec eux jusqu'à Castañola pour faire de la chaux qui servira à la construction de la basilique apostolique.
Puis c'est le bourg de San Miguel, puis Barbadelo, puis le pont sur le Miño, [Puerto Marin], puis Sala Regina, Palaz de Rey, Leboreiro, puis Saint-Jacques de Boente, Castañola, Villanova, Ferreiros, enfin Compostelle, la très excellente ville de l'apôtre, pleine de toutes délices, qui a la garde du précieux corps de saint Jacques et qui est reconnue pour cela comme étant la plus heureuse et la plus noble de toutes les villes d'Espagne.
Et si j'ai énuméré rapidement les dites villes et étapes, c'est afin que les pèlerins qui partent pour Saint-Jacques puissent, étant ainsi informés, prévoir les dépenses auxquelles leur voyage les entraînera. »

Il faut aussi connaître les conditions du pèlerinage de Godescalc, en 950 ; c'est une véritable troupe qui se déplace ! Outre l'évêque et les membres du clergé l'accompagnant, on y compte des troubadours, jongleurs, pages au service des ecclésiastiques, des barons et sénéchaux, tous ces beaux messieurs étant protégés par de nombreux gens d’armes : archers et lanciers.

### ChapitreVIII
Corps saints qui reposent sur la route de Saint-Jacques et que les pèlerins doivent visiter

« On doit de même rendre visite aux corps des saints Facond, et Primitif dont la basilique fut élevée par Charlemagne; près de leur ville (Sahagun), il y a des prés plantés d'arbres dans lesquels, dit-on, les hastes des lances des guerriers fixées en terre verdoyèrent. Leur fête se célèbre le 27 novembre.
De là, il faut aller voir à Leòn le corps vénérable du bienheureux Isidore, évêque, confesseur et docteur, qui institua pour les clercs ecclésiastiques une très pieuse règle, imprégna de sa doctrine tout le peuple espagnol et honora la sainte Église tout entière par ses ouvrages féconds.
Enfin, c'est au très saint corps du bienheureux apôtre Jacques, dans la ville de Compostelle, qu'on doit surtout et avec le plus de dévotion rendre visite.
Que tous ces saints ainsi que tous les autres saints de Dieu nous aident de leurs mérites et de leurs prières auprès de Notre-Seigneur Jésus-Christ qui vit et règne en Dieu dans l'éternité des siècles. Ainsi soit-il. »

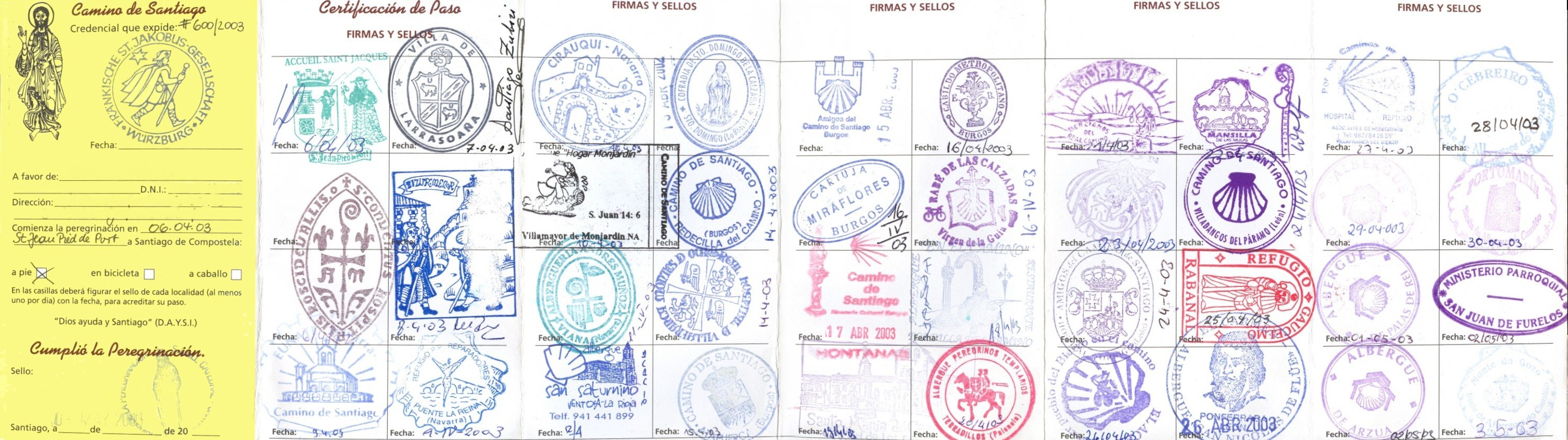
Crédencial d'un pèlerin du Camino francés

## Les étapes, haltes et points de passage ou d'intérêt contemporains

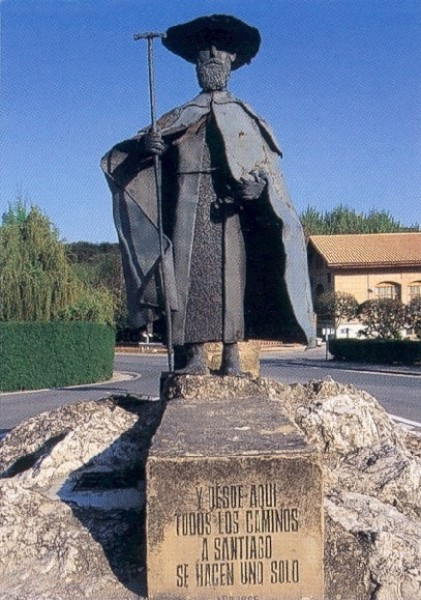
La statue moderne du pèlerin, à Puente la Reina / Gares.

Le Guide du Pèlerin donne seulement treize étapes entre Roncevaux et Saint-Jacques-de-Compostelle. Mais il est mentionné que certaines se faisaient à cheval comme celle de 100 kilomètres entre Najera et Burgos et seraient donc à diviser en deux pour les marcheurs. Si on dénombre sept étapes comme celle-ci cela ferait vingt étapes en tout. Dans cette hypothèse les pèlerins auraient parcouru alors entre 30 et 60 kilomètres par jour.
Aujourd'hui, les étapes quotidiennes recommandées dans les guides sont plus courtes. Elles représentent en moyenne 20 à 30 kilomètres par jour. La connaissance des services disponibles dans les différentes localités permet aux pèlerins et randonneurs modernes de choisir leurs étapes pour la nuit ou leurs haltes pour un bref repos.
Les autres lieux mentionnés dans la liste ci-dessous sont alors de simples points de passage permettant de se repérer et de choisir d'éventuelles variantes.
Dans la liste des villes et autres jalons mentionnés ci-dessous :
- Les 53 mentions en gras sont les points de passages du Guide du Pèlerin, rappelés dans la traduction du chapitre III ci-dessus ;
- Les mentions en italique, parfois situées hors du cheminement principal, indiquent les lieux qui abritent une relique ou un « corps saint ».
- Les kilométrages indiqués devant certains jalons indiquent la distance approximative restant à parcourir avant Saint-Jacques-de-Compostelle.

### Navarre
Le trajet qui passe par le col de Roncevaux et qui arrive à Puente la Reina est appelé « Camino navarro », ainsi nommé puisqu’il traversait le royaume de Navarre.

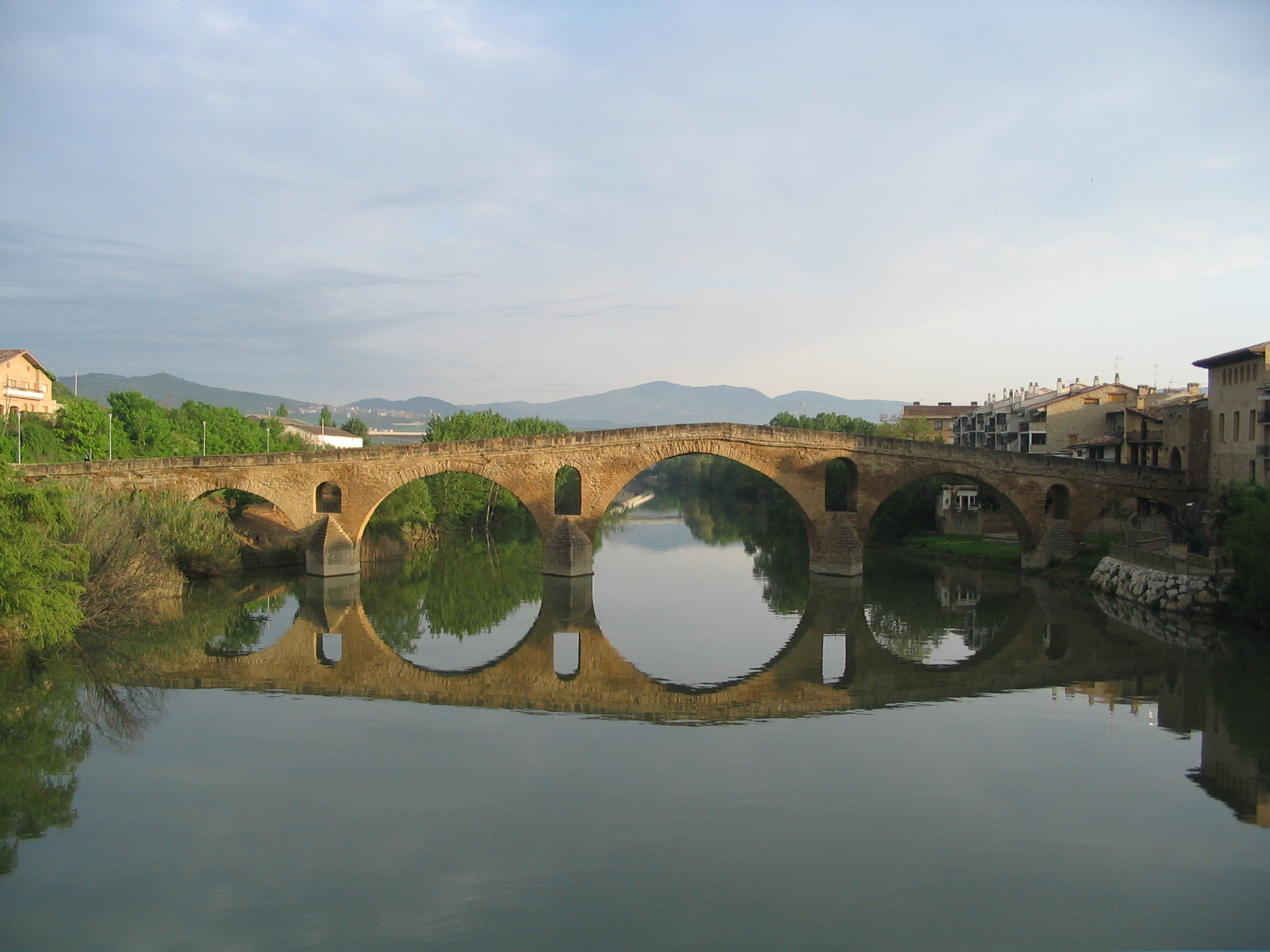
Puente la Reina / Gares,
le pont sur le río Arga.

À Obanos, juste avant l'étape de Puente la Reina, le Camino navarro rejoint le Camino aragonés, achevant la rencontre des quatre chemins partis de France. C'est à cet endroit précis que commence vraiment le « Camino francés » stricto sensu, qui mène jusqu'à Saint-Jacques-de-Compostelle.
Les points de passage restant du Camino francés en Navarre sont alors :
- 691 km : Obanos ; jonction historique avec le Camino aragonés ;
- 688 km : Puente la Reina-Gares ; jonction contemporaine avec le Camino aragonés ;
- Mañeru ;
- Cirauqui-Zirauki dont le nom en basque Zirauki signifie « nid de vipères » ; l’église San Roman ;
- Lorca-Lorka (Yerri) ; l’église El Salvador et son pont médiéval sur le rio Salado ;
- Villatuerta ; un nouveau pont ogival sur le rio Iranzu, l’église de La Asunción ;

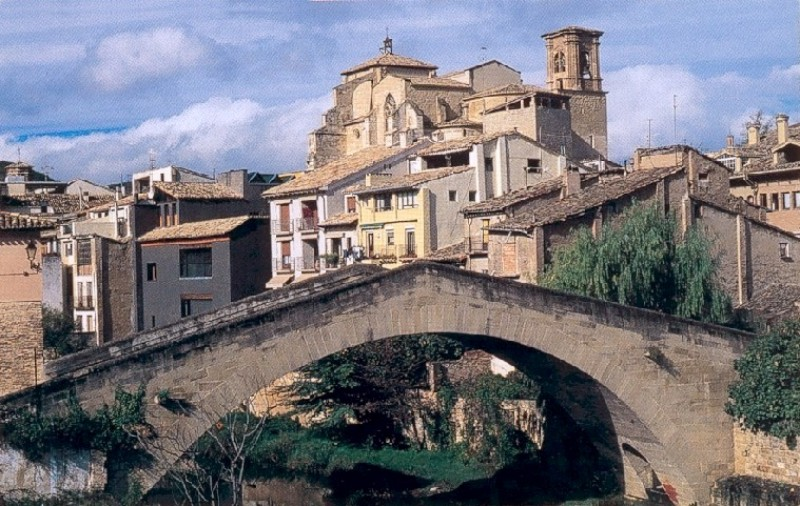
Estella / Lizarra,
le pont de la prison.

- Estella-Lizarra ; l’étoile, le palais des rois de Navarre, l’église San Pedro de la Rùa, l’église du Saint-Sépulcre, l’église San Miguel ;
- Ayegui ;
- Le Monastère Santa Maria la Real d’Irache (Ayegui) ;
- Azqueta (Igúzquiza) ;
- Villamayor de Monjardin ; l’église d’Ayegui et l’église San Andrés ;
- Urbiola (Igúzquiza) ;
- Los Arcos ; l’église Santa Maria ;
- Sansol ;
- Torres del Río ; l'église du Saint-Sépulcre et l'église San Andrés ;
- 626 km : Viana ; l’église Santa Maria et l’Ermitage Nuestra Séñora del Poyo ; dernière halte en Navarre, avant d'entrer dans La Rioja.

### La Rioja

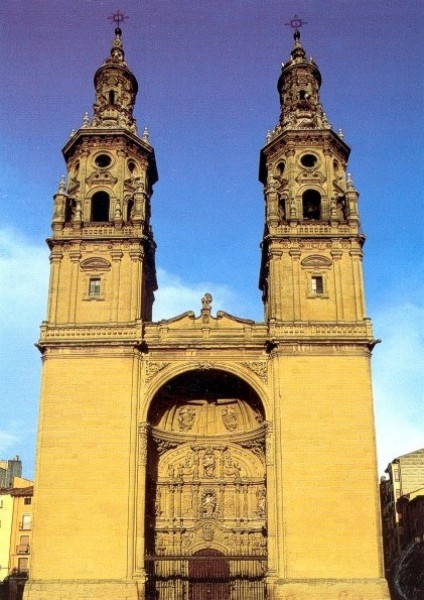
La cathédrale Santa Maria la Redonda à Logroño.

- 617 km : Logroño ; la cathédrale baroque Santa Maria la Redonda, l'église Santiago el Real, l'église Santa Maria del Palacio, le monastère Saint-Martin d'Albelda ; jonction avec le Camino del Ebro ;
- Navarrete ; le portail roman du cimetière ;
- Ventosa, suivi de l'Alto de San Antón
- Nájera ; le Monastère Santa María la Real, l'église Santa Cruz ;
  - Hors chemin : San Millán de la Cogolla ; les monastères de Suso et de Yuso ;
- Azofra ;
  - Hors chemin : Cañas  (en revenant de San Millán de la Cogolla) ; abbaye Santa Maria ;
- Cirueña ;
- Alto de Matacon
- Santo Domingo de la Calzada ; le corps saint est le « saint cantonnier », bâtisseur de ponts : saint Dominique de la Chaussée, sa Cathédrale de Santo Domingo de la Calzada et le miracle du pendu-dépendu ;
  - Hors chemin : Corporales ;
- 560 km : Grañón ; l'église San Juan Bautista ; dernière halte dans La Rioja avant d'entrer en Castille-et-León, dans la province de Burgos.

### Castille-et-León-province de Burgos

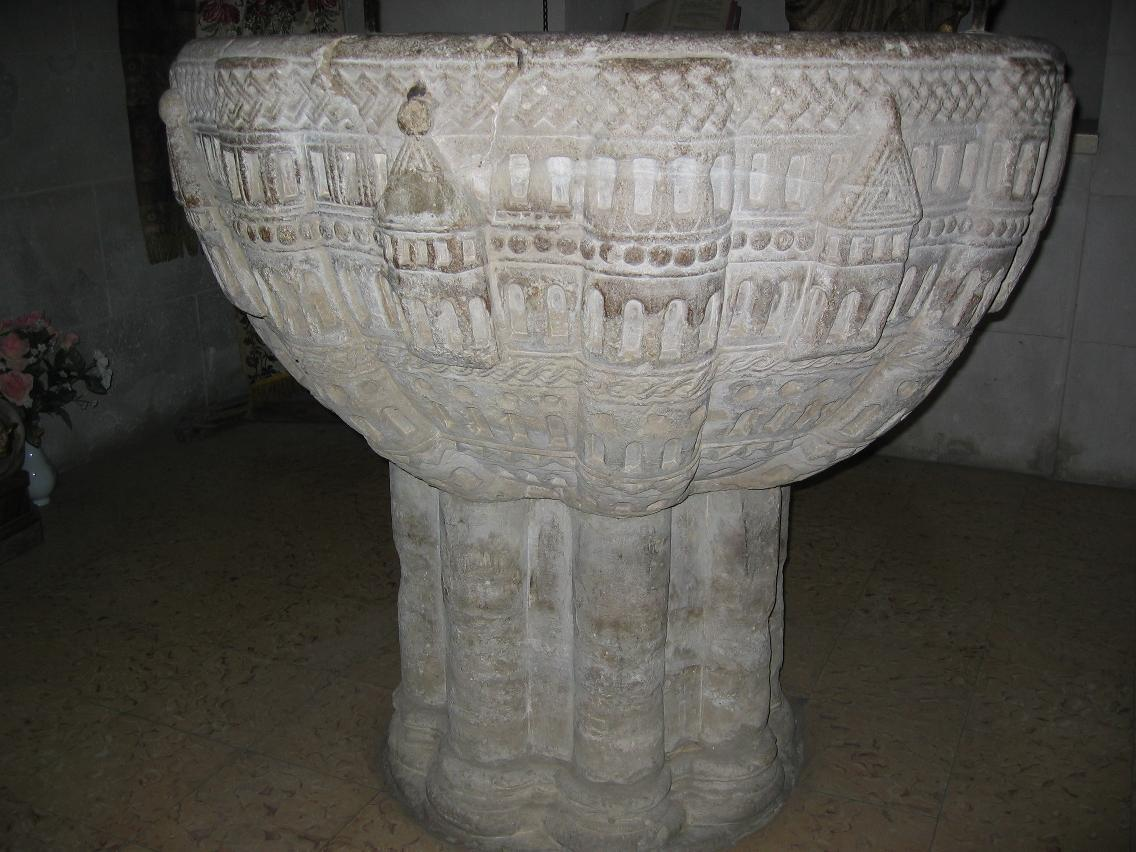
Fonts baptismaux en pierre du XIIe siècle, à Redecilla del Camino.

- 556 km : Redecilla del Camino ;
- Castidelgado ;
- Viloria de Rioja ;
- Villamayor del Rio (Fresneña) ;
- Belorado ; l'église Santa Maria, l’église San Pedro, l'ermitage de Santa Maria de Belém (Bethléem) ;
- Tosantos ; le sanctuaire de La Virgen de la Peña ;
- Villambistia ; l’église San Estebán ;
- Espinosa del Camino ; l’église de l’Assomption ;
- Villafranca Montes de Oca ; l'église de Santiago, l’hospice Saint-Antoine et l’ermitage de Notre-Dame de Oca ;
- Forêt d'Oca ;
- San Juan de Ortega (Barrios de Colina) ; le Monastère de San Juan de Ortega et le « saint cantonnier » saint Jean des Orties ;
  - Variante nord-est :
    - Agés (Arlanzón) ; un autre pont, sur le rio Juan ;
    - Atapuerca ; l’église Saint-Martin et le gisement paléolithique ;
    - Orbaneja Riopico ;
    - Villafría de Burgos (Burgos) ;
    - Gamonal de Riopico (Burgos) ;

  - Variante est :
    - Agés (Arlanzón) ; un autre pont, sur le rio Juan ;
    - Atapuerca ; l’église Saint-Martin et le gisement paléolithique ;
    - Villalval (Cardeñuela Riopico) ;
    - Cardeñuela Riopico ;
    - Orbaneja Riopico ;
    - Castañares (Burgos) ;
    - Villayuda (Burgos) ;

  - Variante sud-est :
    - Santovenia de Oca (Arlanzón) ;
    - Zalduendo ;
    - Ibeas de Juarros ;
    - Castrillo del Val ;
    - San Medel (Cardeñajimeno) ;
    - Castañares (Burgos) ;
    - Fuentes Blancas (es)(es) ;

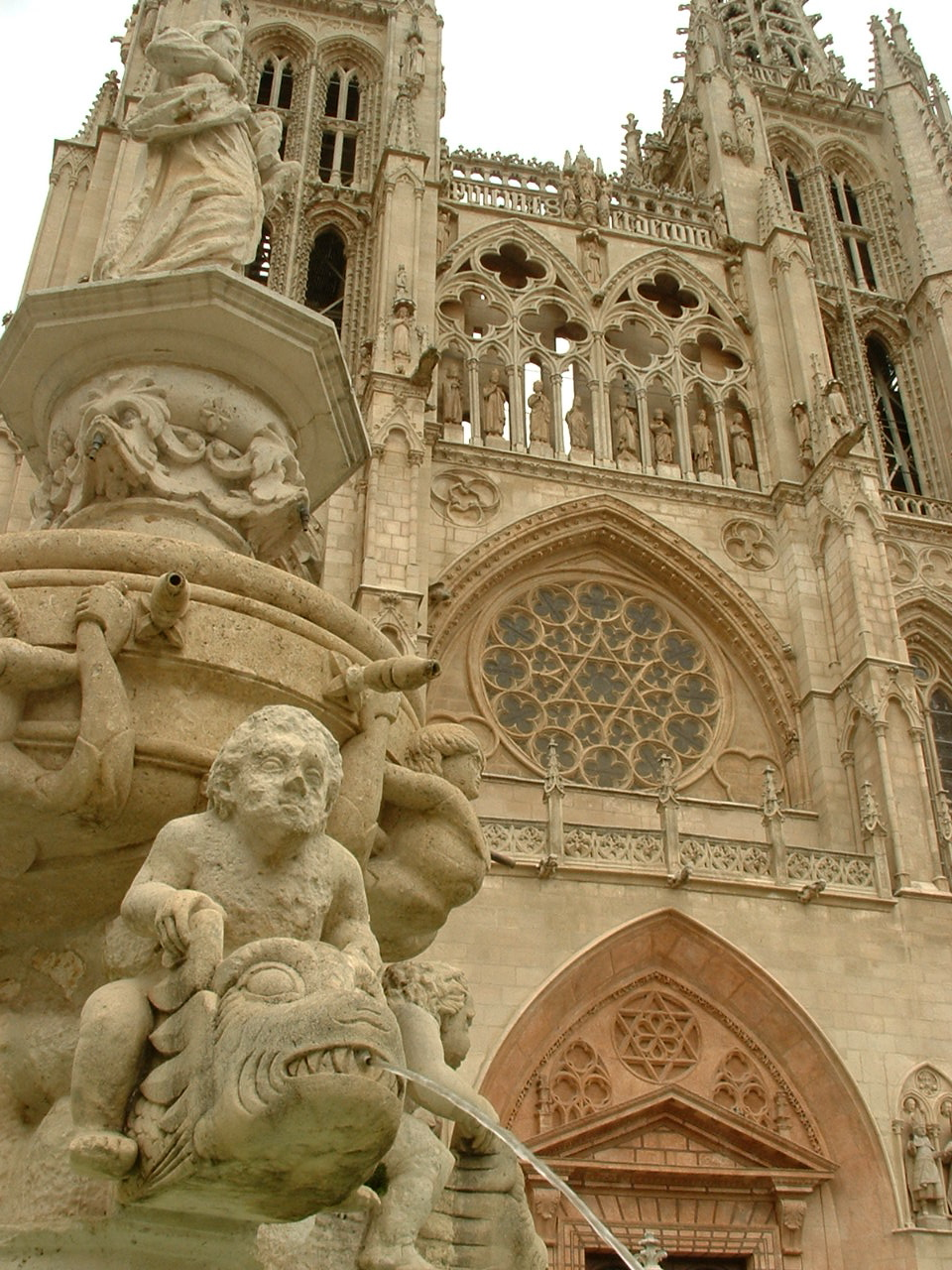
Cathédrale de Burgos.

- Burgos ; la cathédrale Santa Maria, l’église San Lesmes, l’église San Nicolás, la chartreuse de Miraflores, le monastère royal de las Huelgas, l’Hospital del Rey, l’hôpital de San Juan Evangelista, le pont sur l'Arlanzón et la porte Sainte-Marie ;
- Villalbilla de Burgos ;
- Tardajos ;
- Rabé de las Calzadas ;
- Hornillos del Camino ;
- San Bol (Iglesias) ; oasis dans la meseta ;
- Hontanas ; les fontaines ;
- San Antón (Castrojeriz) ; le monastère ruiné ;
- Castrojeriz ; « Quatre Souris », comme l'appelaient les pèlerins ; la collégiale Santa Maria del Manzano, l'église de San Juan, et l’ermitage de San Nicolás ;
  - Hors chemin : Itero del Castillo (0,8 km aller) ;
- 442 km : Puente de Itero ; pont entre les anciens royaumes de Castille et de León ; passage entre la province de Burgos et celle de Palencia.

### Castille-et-León-province de Palencia

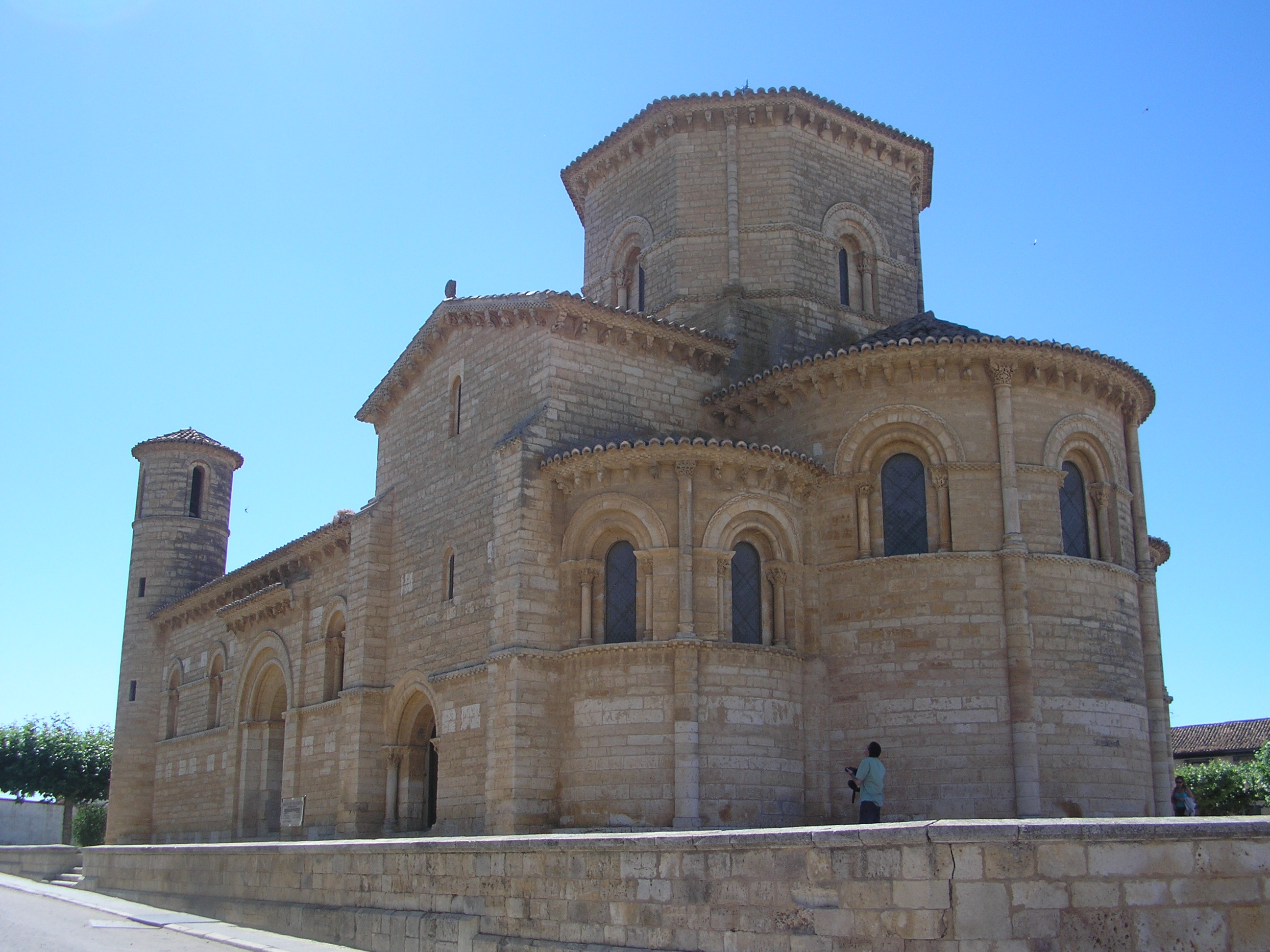
Église de Saint-Martin de Tours à Frómista.

- 441 km : Itero de la Vega ; la chapelle de la Pitié ;
- Boadilla del Camino ; l’église Santa Maria, et le rollo juridictionnel ;
- Frómista ; l’église de San Martín ;
- Población de Campos ; l’église Santa Magdalena, la chapelle San Miguel ;
  - Variante par Revenga de Campos ;
- Villovieco ;
- Villarmentero de Campos ; l’église Saint-Martin ;
- Villalcázar de Sirga ; l’église des Templiers de Santa Maria la Blanca ;

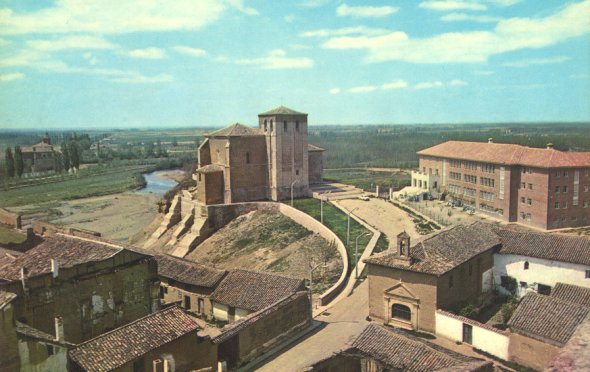
Carrión de los Condes.

- Carrión de los Condes ; l’église Santa Maria de la Victoria ou Santa Maria del Camino, le sanctuaire de Nuestra Señora de Belém, et le monastère San Zoilo.
  - Variante nord :
    - Calzadilla de la Cueza (Cervatos de la Cueza) ;
    - Ledigos ;
    - Terradillos de los Templarios (Lagartos) ;
    - Moratinos ;
    - San Nicolás del Real Camino (Moratinos).

  - Variante sud :
    - Cervatos de la Cueza ;
    - San Román de la Cuba ;
    - Pozo de Urama ;
    - Villada ;
    - Pozuelos del Rey (Villada) ;
    - 374 km : Grajal de Campos (province de León, jonction anticipée avec la Ruta de Madrid) ;

### Castille-et-León-province de León
- 368 km Sahagún ; les corps saints sont : saints Facond et Primitif, la ville tire son nom d'une contraction de San Facundo ; les monuments sont : l'église San Tirso, l’église San Lorenzo et le Sanctuaire de La Peregrina ; jonction avec la Ruta de Madrid ;
  - Variante nord par la Calzada Romana (chaussée romaine)
    - Calzada del Coto ; l’église San Esteban ; l’ermitage San Roque ;
    - Calzadilla de los Hermanillos ; Santa Maria de las Tiendas et l’ermitage de La Virgen del Puente ;

  - Variante sud par le Camino Real (chemin royal)
    - Bercianos del Real Camino ; l’église San Salvador ; l’ermitage Nuestra Señora de Perales ;
    - El Burgo Ranero ;
    - Villamarco de las Matas (Santas Martas) ;
- Reliegos (Santas Martas) ;
- Mansilla de las Mulas ; les églises de Santa Maria, et San Martin ;

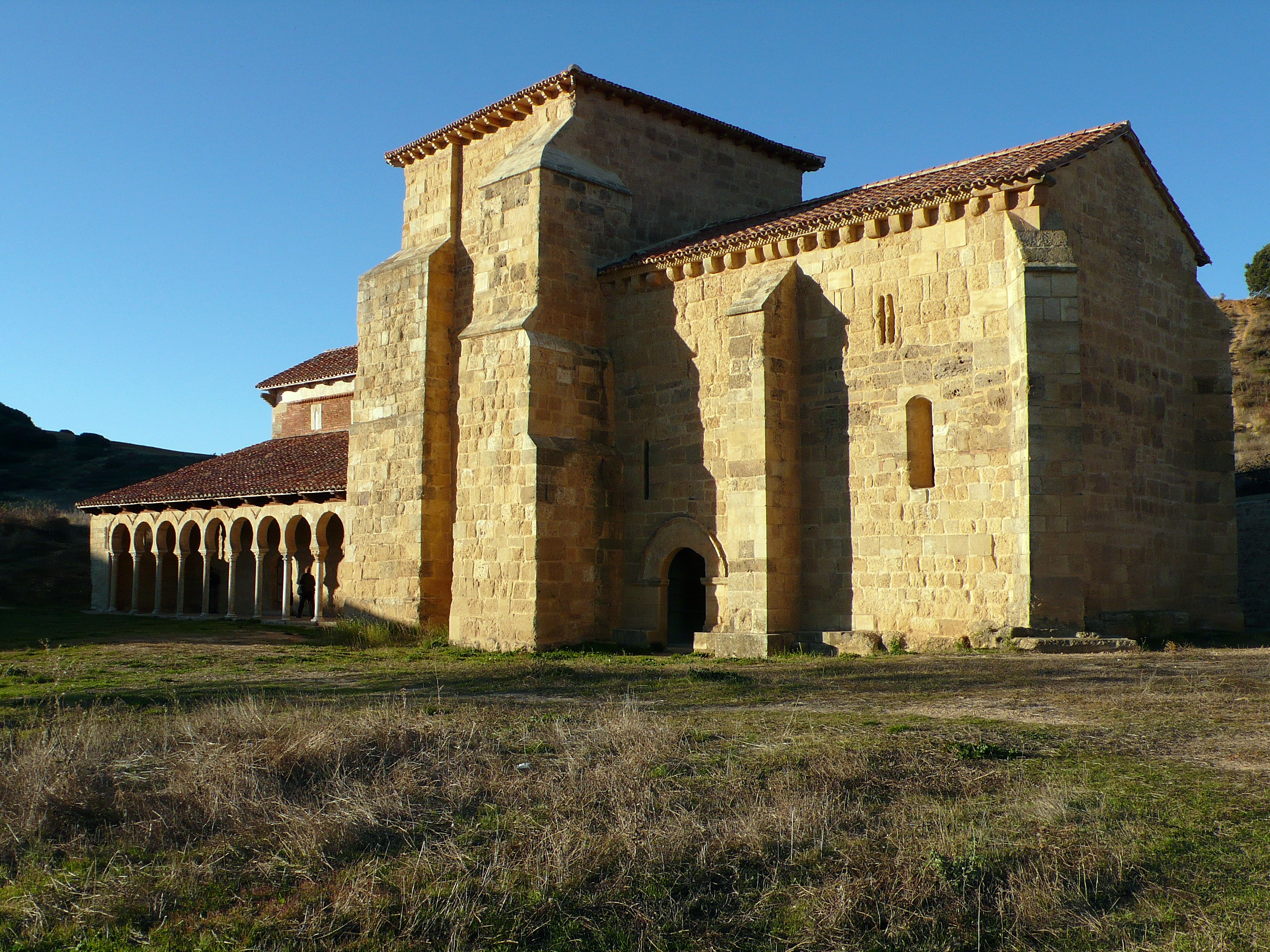
Monastère de San Miguel de Escalada.

- Villamoros de Mansilla (Mansilla Mayor) ;
  - Hors chemin : San Miguel de Escalada (Gradefes) ; le monastère
  - Variante sud :
    - Mansilla Mayor ;
    - Villaverde de Sandoval ;
    - Nogales
- Villarente (Villasabariego) ; un pont sur le rio Porma ;
- Arcahueja (Valdefresno) ;
- Valdelafuente (Valdefresno) ;

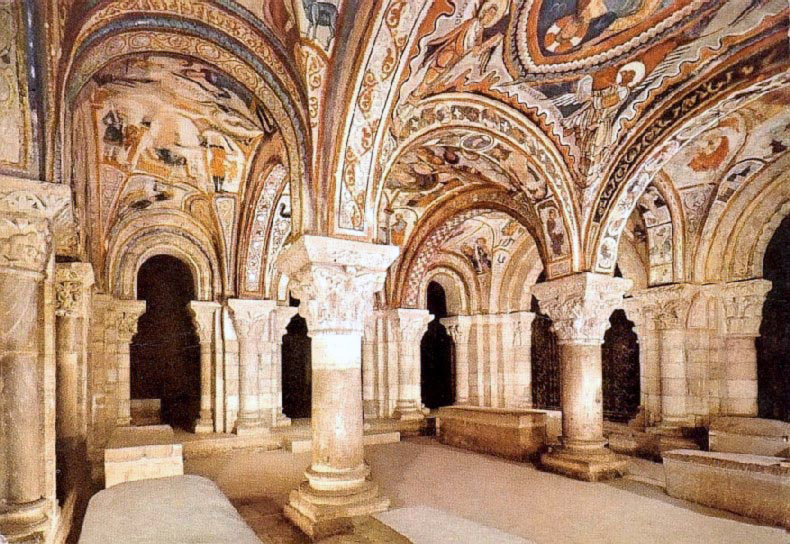
Léon, Basilique de Saint-Isidore.

- León ; le corps saint présent est : « le bienheureux Isidore, évêque, confesseur et docteur, qui institua pour les clercs ecclésiastiques une très pieuse règle » ; les monuments sont : la cathédrale Santa Maria de la Regla, la collégiale royale de Saint-Isidore et le Panthéon royal, le monastère de San Marcos, l’église Santa María del Mercado ;
- Trobajo del Camino (San Andrés del Rabanedo) ;
- La Virgen del Camino (Valverde de la Virgen) ;
  - Variante sud par la Calzada de los Pergrinos (Chaussée des pèlerins) :
    - Fresno del Camino (Valverde de la Virgen) ;
    - Oncina de la Valdoncina (Valverde de la Virgen) ;
    - Chozas de Abajo ;
    - Villar de Mazarife (Chozas de Abajo) ;
    - Villavante (Santa Marina del Rey) ;

  - Variante nord par le Camino Real (Chemin royal) :
    - Valverde de la Virgen ;
    - San Miguel del Camino (Valverde de la Virgen) ;
    - Urbanización Camino de Santiago (Villadangos del Páramo) ;
    - Villadangos del Páramo ;
    - San Martín del Camino (Santa Marina del Rey) ;
- Puente de Órbigo (Hospital de Órbigo) ;
- Hospital de Órbigo (anciennement Órbigo) ; le pont de Don Suero de Quiñones, l’église San Juan Bautista ;

- Villares de Órbigo ;

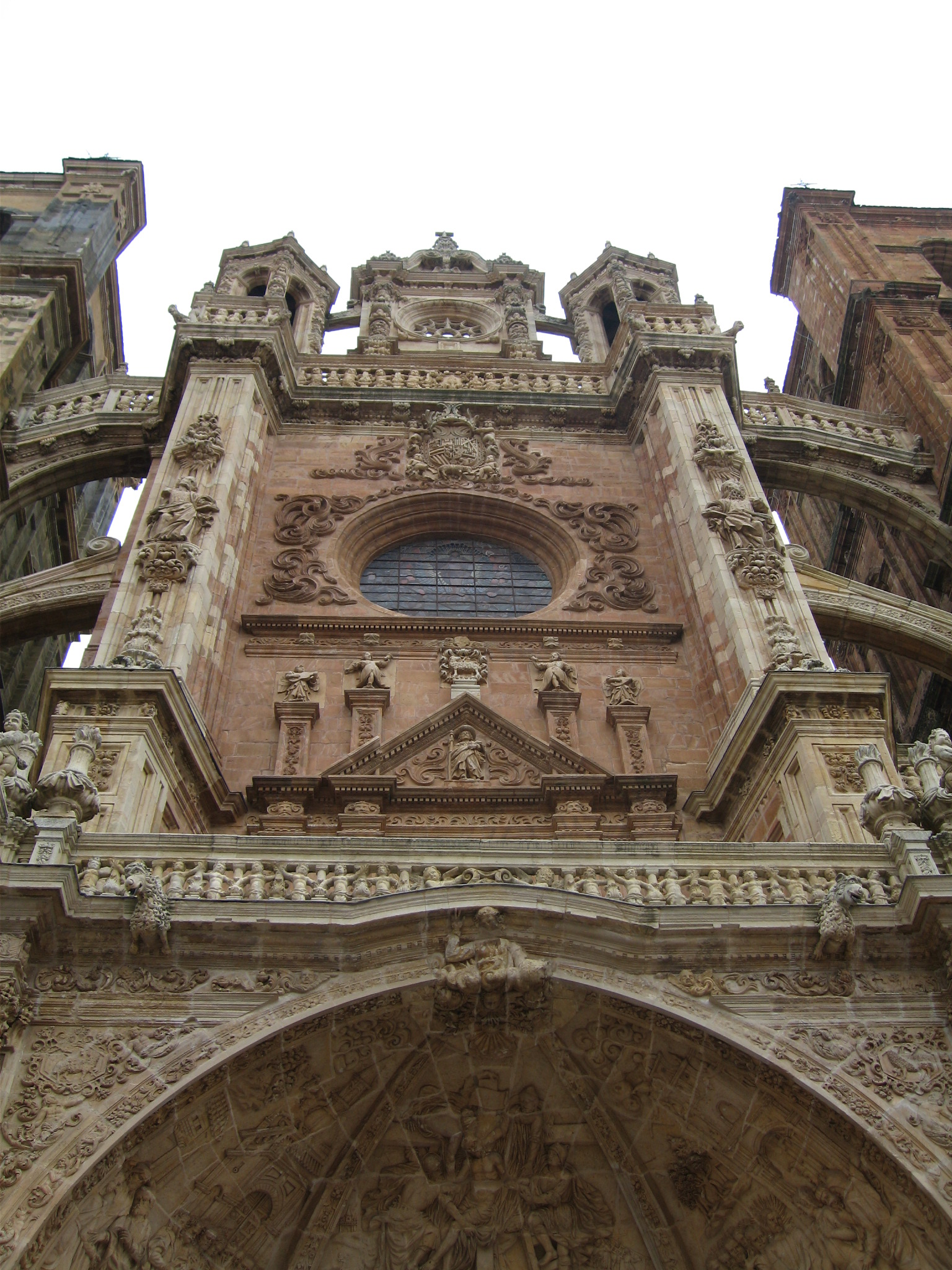
Cathédrale Santa Maria d'Astorga : massif occidental.

- Santibáñez de Valdeiglesias (Villares de Órbigo) ;
  - Hors chemin : Estébanez de la Calzada ;
- San Justo de la Vega ; pont sur le rio Tuerto ;
- Astorga ; l'église de San Bartolomé, l'église Santa Marta, El Museo de los Caminos ;
- Valdeviejas (Astorga) ; la Ermita de Ecce Homo ;
- Murias de Rechivaldo (Astorga) ;
  - Hors chemin : Castrillo de los Polvazares ;
- Santa Catalina de Somoza (Astorga) ;
- El Ganso (Brazuelo) ; chapelle du Cristo de los Peregrinos ;
- Rabanal del Camino (Santa Colomba de Somoza) ; l’église Santa Maria del Camino.
- Foncebadón (Santa Colomba de Somoza) ; la Cruz de Ferro, et l'Ermita de Santiago ;
- Manjarín (Santa Colomba de Somoza) ;
- El Acebo (Molinaseca) ; la chapelle Saint Fabien ;
- Riego de Ambrós (Molinaseca) ;
- Molinaseca ; l'église San Nicolás, la chapelle de La Virgen de las Angustias ;

- Campo (Ponferrada) ;

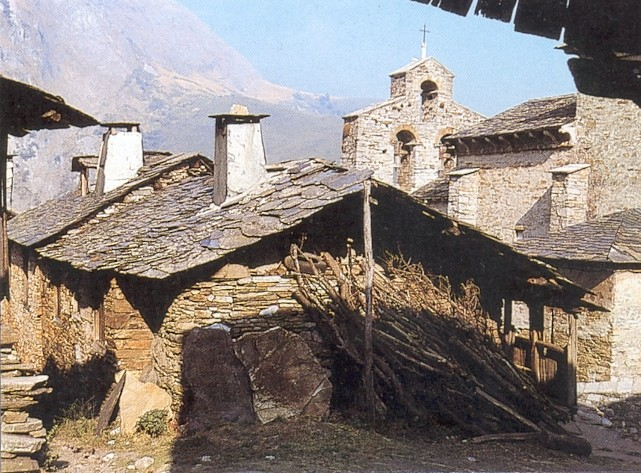
Peñalba de Santiago.

- Ponferrada ; l’église Nuestra Señora de la Encina, l’église Santo Tomas de las Ollas, le château des Templiers, le Pons Ferratus sur le rio Sil ;
  - Hors chemin : Peñalba de Santiago, vers la vallée du Silence (Valle del Silencio) ;
- Columbrianos (Ponferrada) ;
- Fuentesnuevas (Ponferrada) ;
- Camponaraya ;
- Cacabelos ; l’église Nuestra Señora de la Plaza ;
- Pieros (Cacabelos) ;

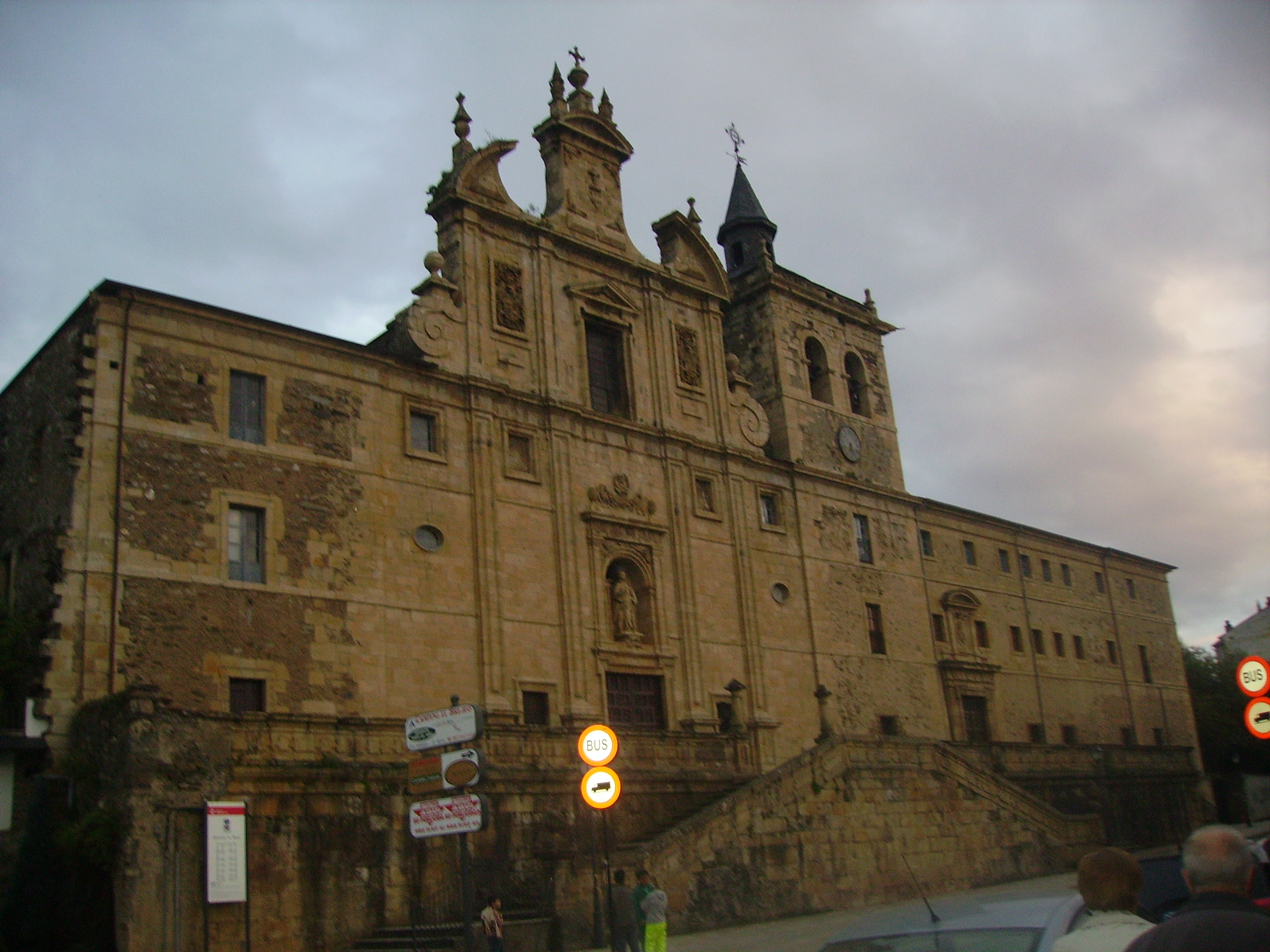
Monastère des Pères Pauls à Villafranca del Bierzo.

- Villafranca del Bierzo ; l’église Santiago, la collégiale Santa María de Cluniaco, le monastère des Padres Paúles ;
- Pereje (Trabadelo) ;
- Trabadelo ;
- Las Herrerias [lieu-dit de la Portela de Valcarce] (Vega de Valcarce) ;
- La Portela de Valcarce (Vega de Valcarce) ;
- Ambasmestas (Vega de Valcarce) ;
- Vega de Valcarce ;
- Ruitelán (Vega de Valcarce) ;
- Las Herrerías de Valcarce (Vega de Valcarce) ;
- La Faba (Vega de Valcarce) ; l'église San Andrés.
- 158 km : La Laguna (Vega de Valcarce).

### Galice-province de Lugo

#### Municipio de Pedrafita do Cebreiro

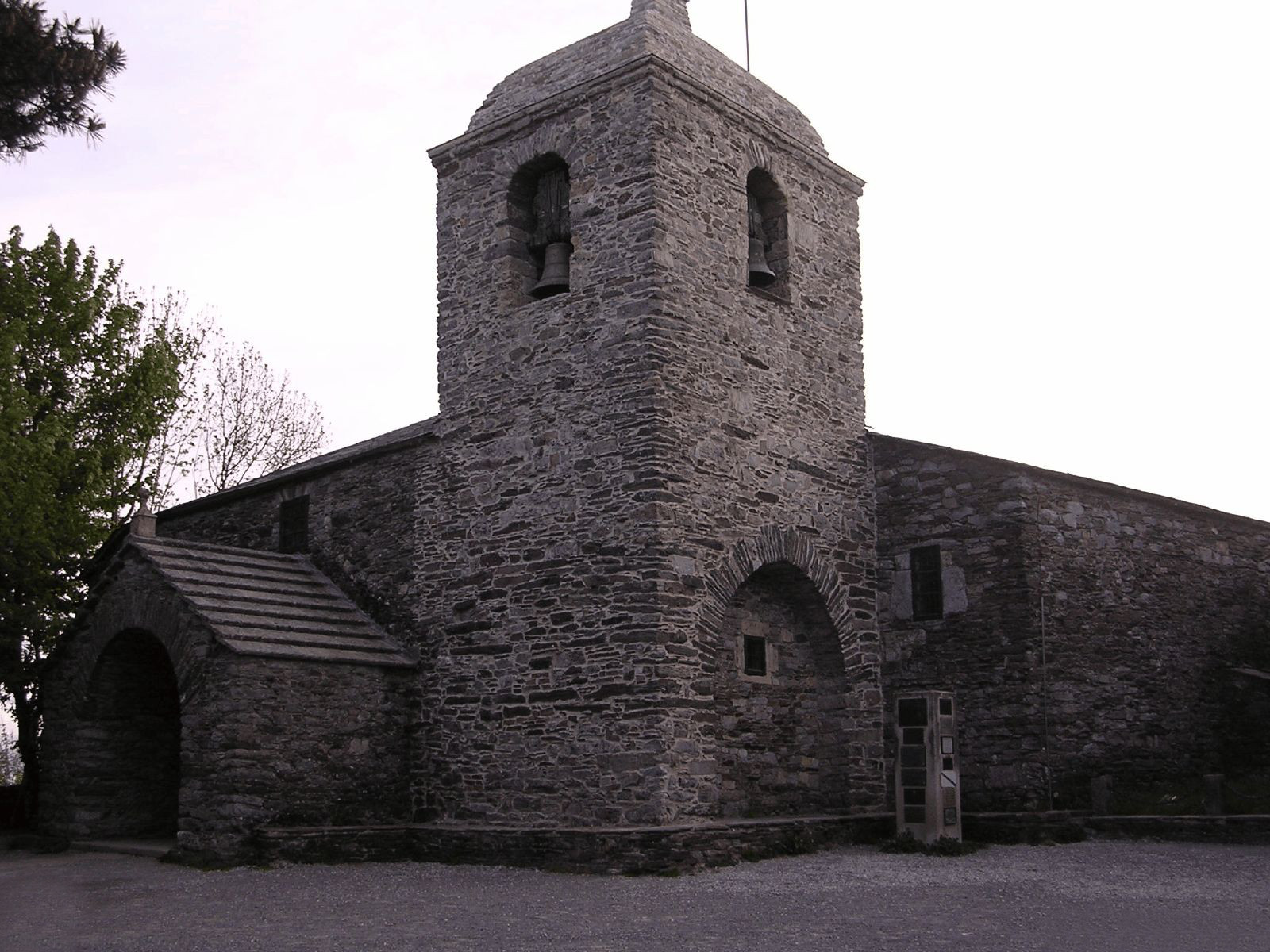
Église de Santa Maria à O Cebreiro.

- 155 km : O Cebreiro (Pedrafita do Cebreiro) ; l’église Santa Maria la Real et les palloza ;
- Liñares (Pedrafita do Cebreiro) ; l’église Saint-Stéphane ;
- Hospital da Condesa (Pedrafita do Cebreiro) ;
- Padornelo (Pedrafita do Cebreiro) ; l’église San Juan ;
- Alto do Poio (Pedrafita do Cebreiro) ;
- Fonfría (Pedrafita do Cebreiro) ;

#### Municipios de Triacastela, Samos et Sarria
- O Biduedo (Triacastela) ;
- Filloval (Triacastela) ;
- As Pasantes (Triacastela) ;
- Ramil (Triacastela) ;
- Triacastela ; l’église Santiago. 
  - Variante sud par Samos :
    - San Cristovo do Real (Samos) ;
    - Renche (Samos) ;
    - San Martíno do Real (Samos) ;
    - Samos, et son monastère ;
    - Teiguín (Samos) ;
    - Aián (Samos) ;
    - Fontao (Sarria) ;

  - Variante nord par Pintín :
    - A Balsa (Triacastela) ;
    - San Xil (Triacastela) ;
    - Alto de Riocabo
    - Montán (Samos) ;
    - Fontearcuda (Samos) ;
    - Furela (Samos) ;
    - Pintín (Samos) ;
    - Calvor (Sarria) ;
    - Aguiada (Sarria) ;
- Sarria ; l’église Santa Marina, l'église du Salvador et le couvent de La Magdalena ;
- As Paredes (Sarria) ;
- Vilei (Sarria) ;

- Barbadelo (Sarria) ;
- Rente (Sarria) ;

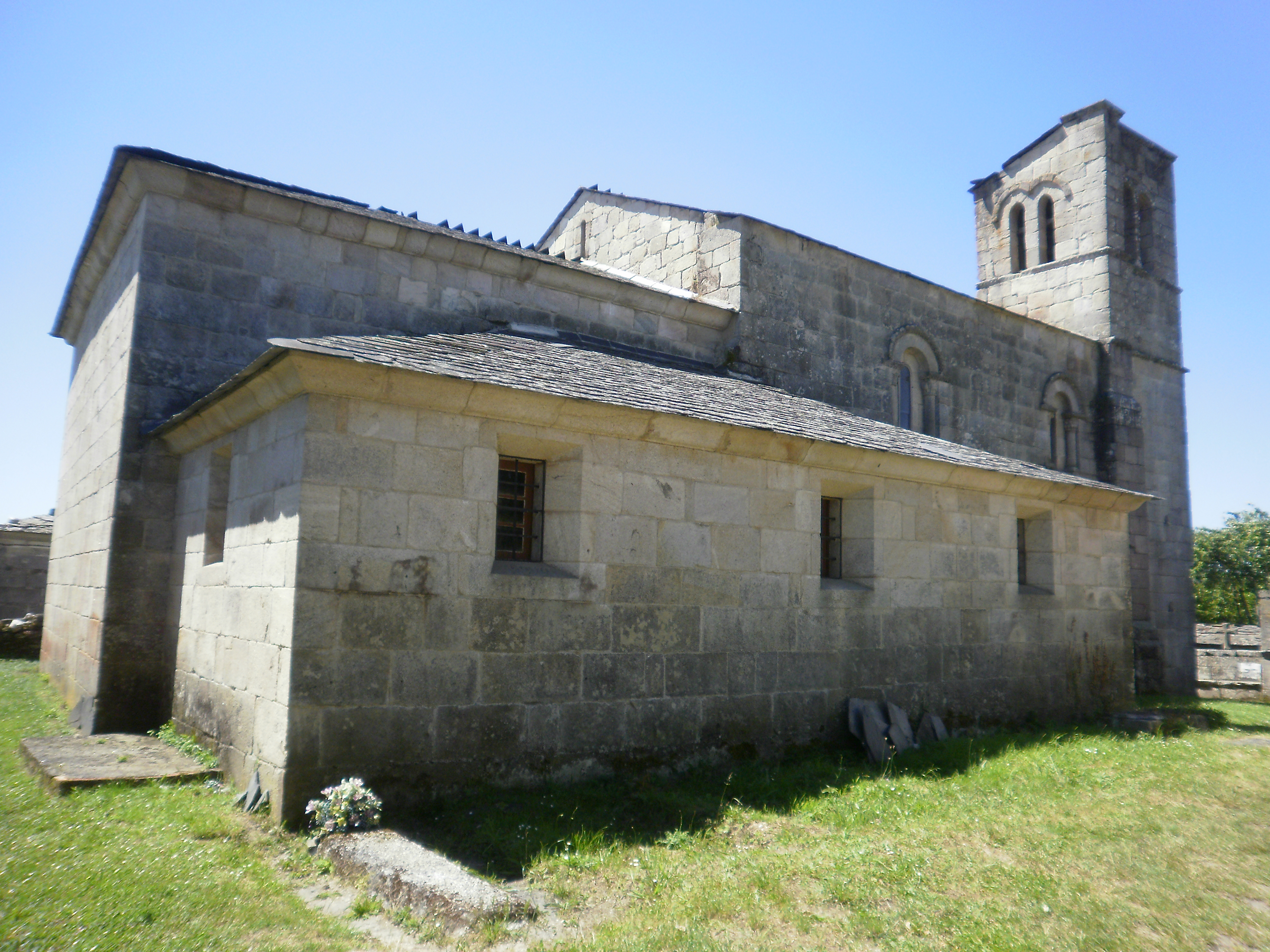
Église de Santiago de Barbadelo.

- A Serra alias Mercado da Serra (Sarria) ;
- Leiman (Sarria) ;
- Peruscallo (Sarria) ;
- Cortiñas (Sarria) ;
- Lavandeira (Sarria) ;
  - Belante (Sarria, hors chemin) ;
- A Brea (Sarria) ; borne de pierre indiquant le « kilomètre 100 » ;
- Morgade (Sarria) ;

#### Municipio de Paradela
- Ferreiros (Paradela) ;

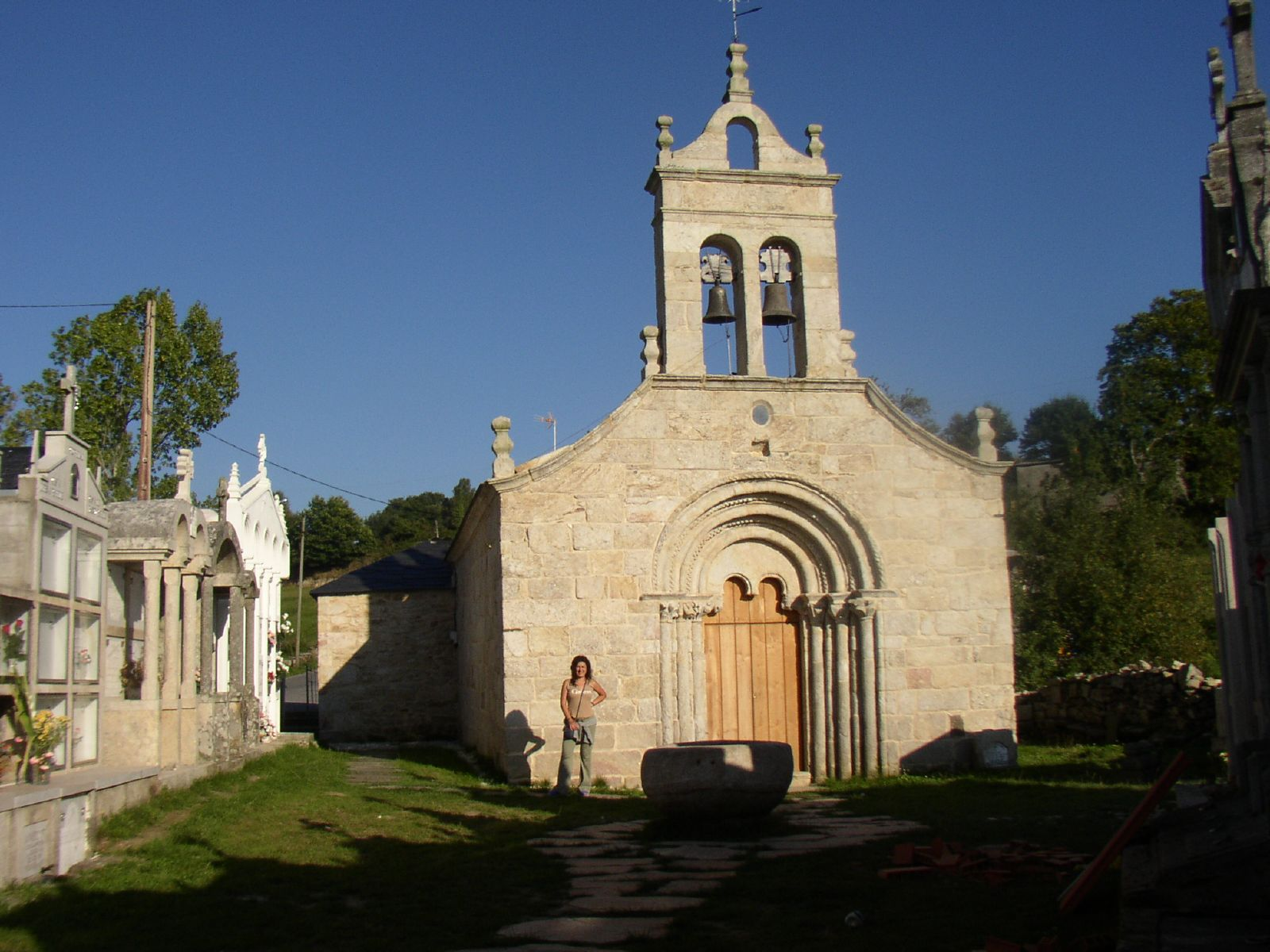
Église de Santa María de Ferreiros, Paradela.

- Mirallos (Paradela) ; l’église Santa Maria ;
- A Pena (Paradela) ;
- O Couto (Paradela) ;
- As Rozas (Paradela) ;
- Moimentos (Paradela) ;
- Mercadoiro (Paradela) ;
- Moutras (Paradela) ;
- A Parrocha (Paradela) ;
- Vilachá (Paradela) ; les ruines du monastère de Loyo qui virent naître au XIIe siècle l'Ordre de Santiago ;

#### Municipio de Portomarín

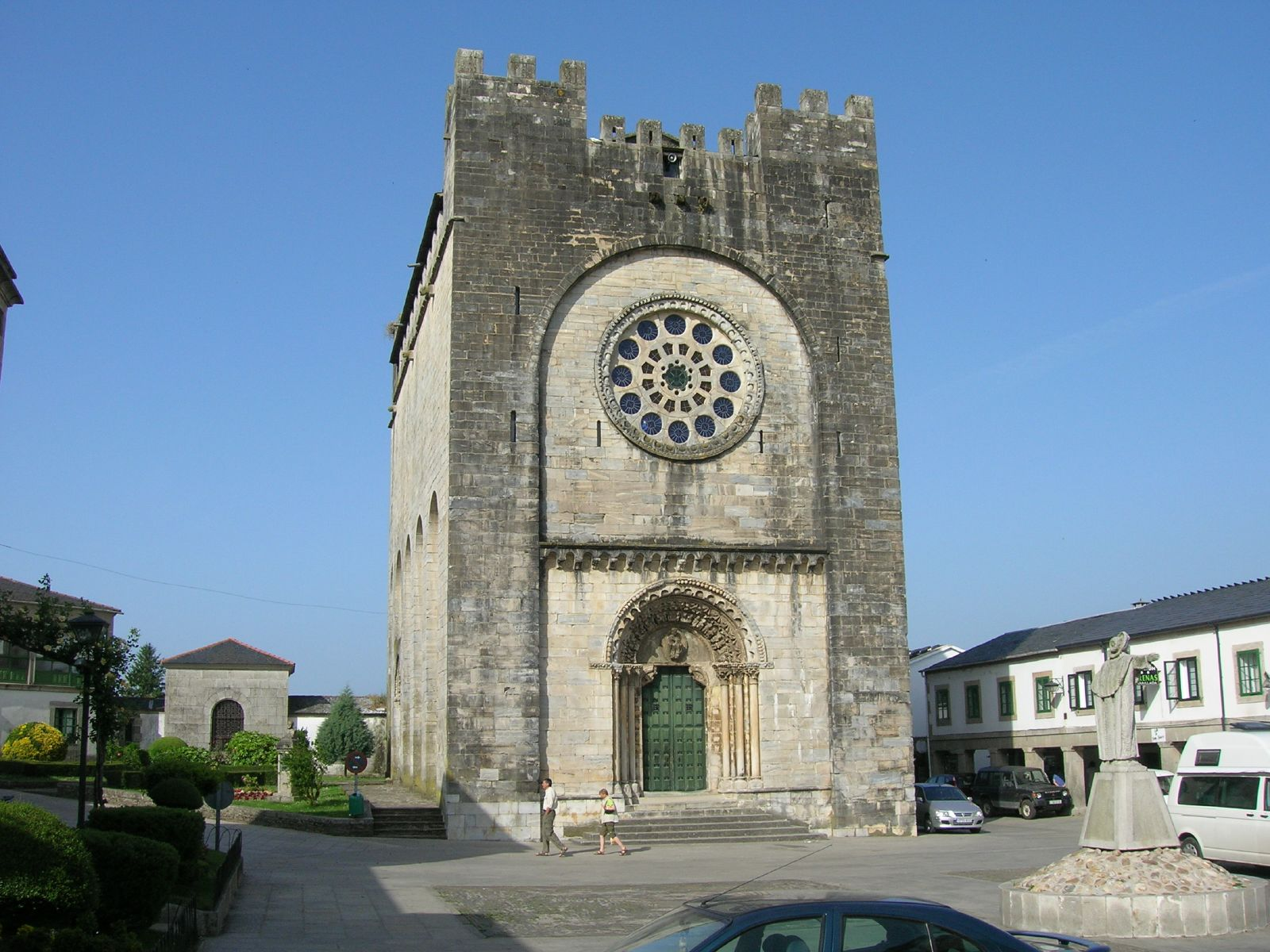
Église de San Nicolás de Portomarín.

- Portomarín ; l'église San Nicolás, l’église San Pedro et la chapelle Sainte-Marie-des-Neiges ;
- Toxibó (Portomarín) ;
- Monte Torros (551 m) ;
- Gonzar (Portomarín) ; l’église Santa Maria ;
- Castromaior (Portomarín) ;
- Hospital da Cruz (Portomarín) ;
- Ventas de Narón (Portomarín) ;
- Serra de Ligonde (Portomarín puis Monterroso après le col) ;

#### Municipio de Monterroso
- A Previsa (Monterroso) ;
- Os Lameiros (Monterroso) ; la chapelle Saint-Marc ;
- Ligonde (Monterroso) ;
- Airexe (Monterroso) ;

#### Municipio de Palas de Rei
- Portos (Palas de Rei);
  - Hors chemin + 5 km AR : Vilar de Donas (Palas de Rei) ; l'église romane de Vilar de Donas ;
- Lestedo (Palas de Rei);
- Os Valos (Palas de Rei);
- A Mamurria (Palas de Rei);
- A Brea (Palas de Rei);
- Avenostre (Palas de Rei);
- As Lamelas (Palas de Rei);
- O Rosario (Palas de Rei);
- Aire de loisirs Os Chacotes (Palas de Rei) ; Refuge de pèlerins.

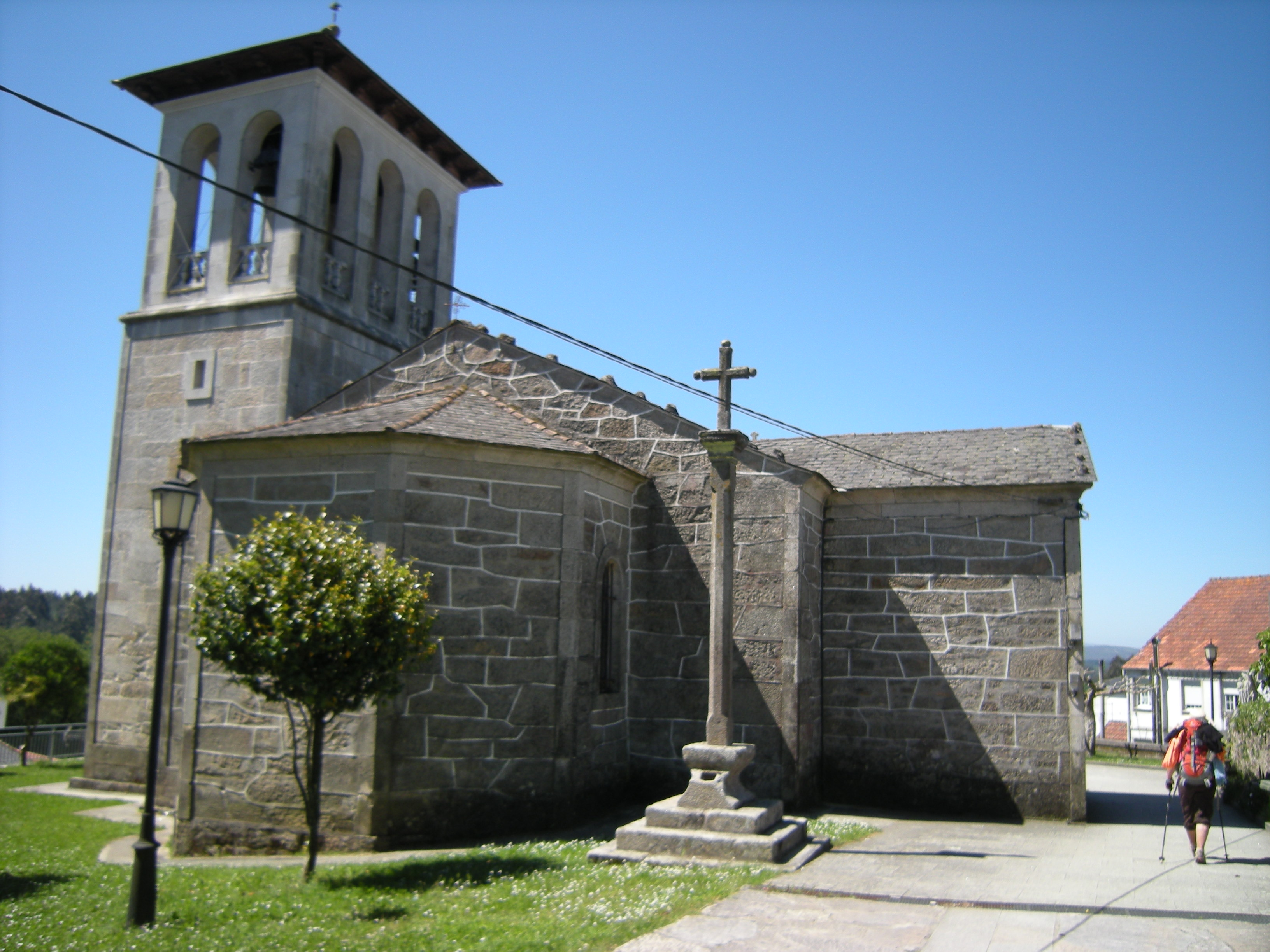
Église de San Tirso de Palas de Rei.

- 65 km : Palas de Rei ; l’église de San Tirso ; jonction avec le Camino primitivo
  - Hors chemin : Pambre (Palas de Rei); le Castillo de Pambre ;
- O Carballal (Palas de Rei);
- San Xulián do Camiño (Palas de Rei);
- A Pallota (Palas de Rei);
- A Ponte Campaña (Palas de Rei);
- Casanova (Palas de Rei);
- Porto de Bois (Palas de Rei);
- 58 km : A Campanilla (Palas de Rei);

### Galice-province de La Corogne

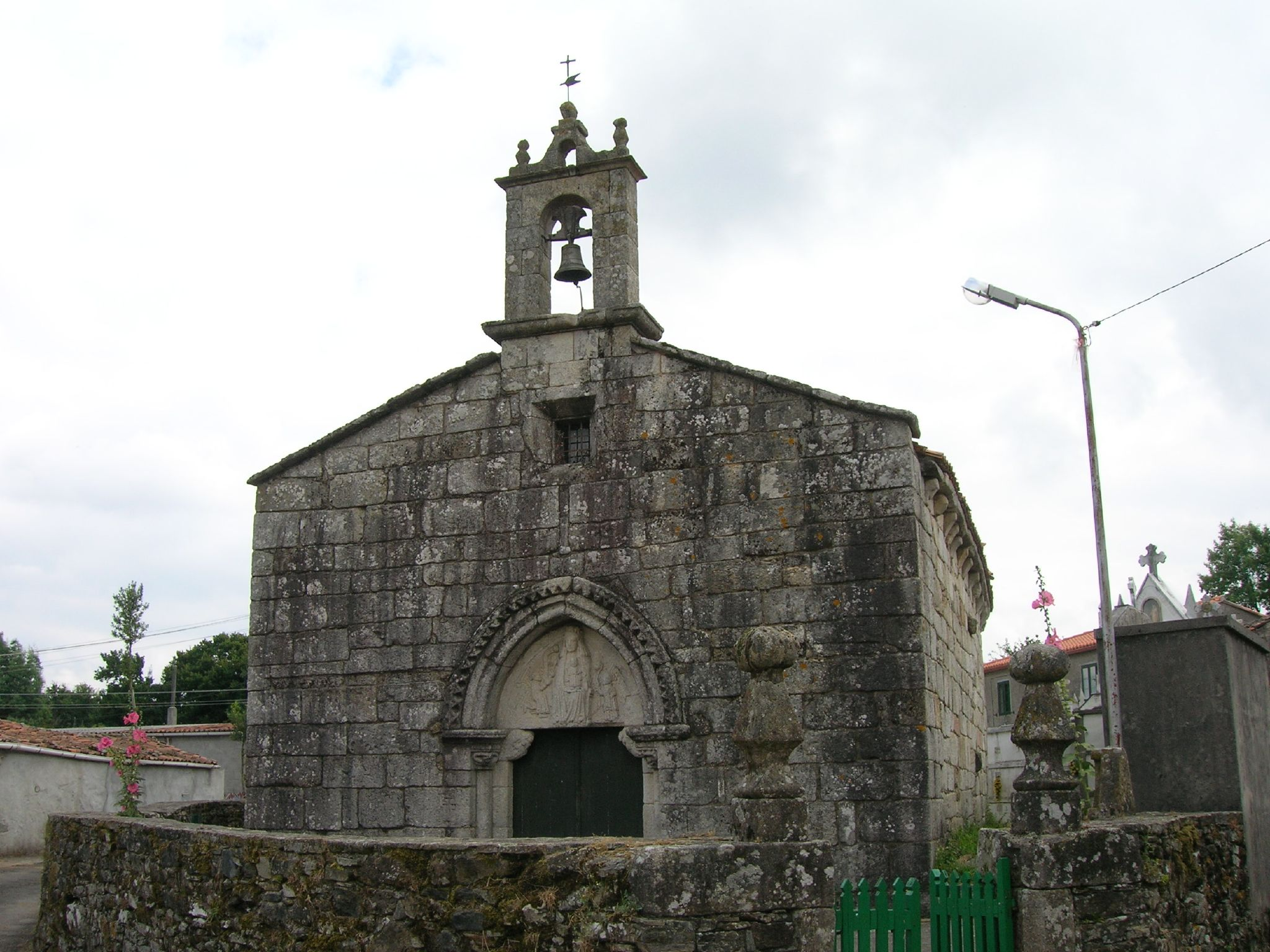
Église Santa María do Leboreiro.

#### Municipio de Melide
- 57 km : O Coto (Melide) ;
- O Leboreiro (Melide), ex Campus Leporarius des Romains ; l’église Santa Maria ;
- Disicabo (Melide), ou Desecabo ;
- Parque empresarial de la Magdalena (Melide) ;
- Furelos (Melide) ;
- Melide ;
- O Carballal (Melide) ;
- O Raído (Melide) ;
- Parabispo (Melide) ;

#### Municipio de Arzúa
- A Peroxa (Arzúa) ;
- Boente (Arzúa) ; l’église de Santiago ;
- Punta Brea (Arzúa) ;

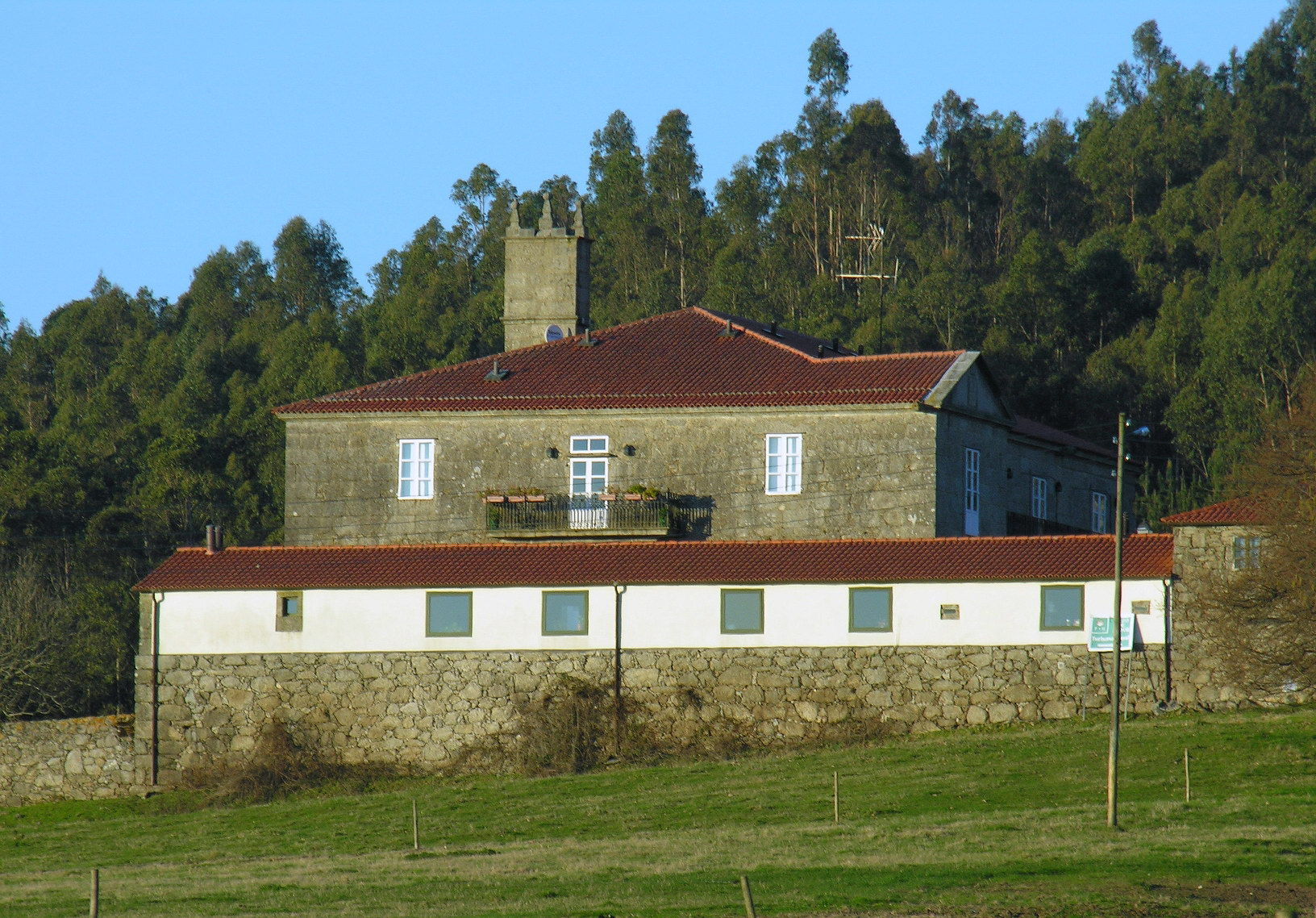
A Castañeda, Pazo de Sedor.

- A Castañeda (Arzúa) ; du temps d’Aimery Picaud, c’est aux fours de Castañeda que les pèlerins déposaient les lourdes pierres calcaires extraites à Triacastela ; là, les pierres étaient transformées en chaux servant à bâtir la basilique de Compostelle ;
- Ribadiso da Baixo (Arzúa) ;
- 37 km : Arzúa ; la chapelle de la Madeleine ; jonction avec la fin de la voie secondaire du Camino del Norte alias Ruta de la Costa ;
- As Barrosas (Arzúa) ;
- Pregontoño (Arzúa) ou Preguntoño ;
- Cortobe (Arzúa) ;
- A Peroxa (Arzúa) ;
- Taberna Vella (Arzúa) ;
- A Calzada (Arzúa) ;

#### Municipio de O Pino
- 29 km : A Calle (O Pino) ;
- A Boavista (O Pino) ;
- A Salceda (O Pino) ;
- O Xen (O Pino) ;
- As Ras (O Pino) ;
- A Brea (O Pino) ;
- A Rabiña (O Pino) ;
- O Empalme (O Pino) ;
- O Monte de Santa Irene (O Pino) ;
- Santa Irene (O Pino) ;
- A Rúa (O Pino) ;
- O Pedrouzo (O Pino) ;
- San Antón (O Pino) ;
- O Amenal (O Pino) ;
- Cimadevila (O Pino) ;
- Alto de Barreira (O Pino, puis Santiago de Compostela après le col)

#### Municipio de Santiago de Compostela

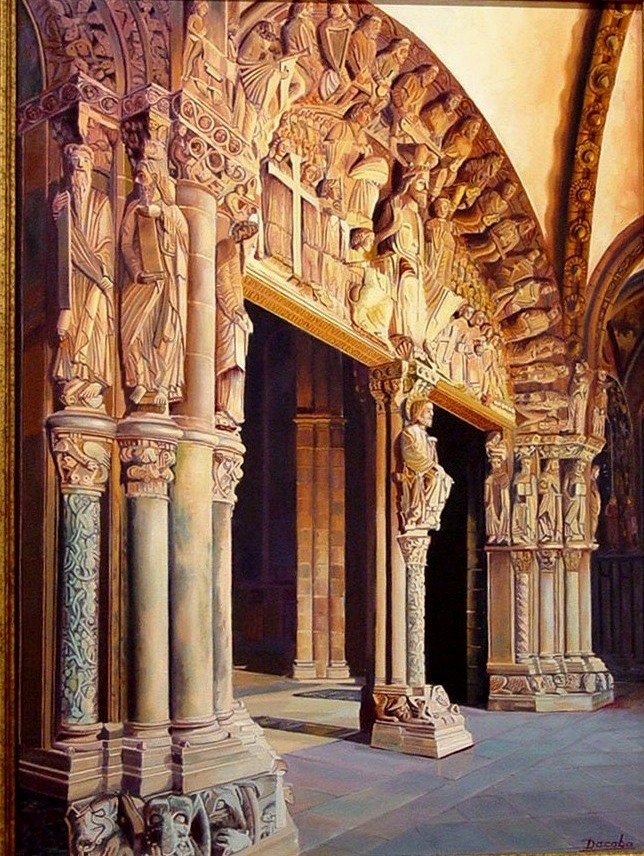
Le Porche de la Gloire, cathédrale de Saint-Jacques-de-Compostelle.

- San Paio (Santiago de Compostela) ;
- A Esquipa (Santiago de Compostela) ;
- A Lavacolla (Santiago de Compostela) ; c'est ici que les pèlerins se purifiaient, en se lavant et changeant leur vêtement, avant d'entrer dans la ville de Monsieur Saint Jacques ;
- Vilamaior (Santiago de Compostela) ;
- San Marcos (Santiago de Compostela) ;
- Monxoi (Santiago de Compostela) ou Monte del Gozo ou Mont-Joie ;
- 0 km : Santiago de Compostela ; la cathédrale de Saint-Jacques-de-Compostelle, El Convento de San Paio de Antealtares, El Monasterio de San Martín Pinario, El Monasterio de San Pelayo et le musée d'Art sacré, El Hostal de los Reyes Católicos, El Palacio de Gelmírez, La Iglesia Santa María del Sar.

### Galice- Chemin de Finisterre
Nombre de pèlerins choisissaient de pousser jusqu'« au bout de la Terre », comme l'atteste le proverbe : « Quen va Santiago e non va a Padrón, Ofaz romeria o non. ».
Le but du pèlerinage catholique étant officiellement le tombeau de l'apôtre à Saint-Jacques-de-Compostelle, ce parcours dans le cadre du Camino francés est, au sens strict, une hérésie.
En revanche, ce parcours dans le sens inverse : de Finisterre (en fait de Ferrol ou La Coruña) vers Saint-Jacques-de-Compostelle, est un chemin historique des pèlerins arrivant par mer ; c'est le Chemin des Anglais (Camino de los Ingleses).
- Padrón, anciennement Iria Flavia ; l'église Saint-Jacques, l’église Nuestra Señora de la Esclavitud ;
- Catoira ;
- Vilagarcia de Arousa ; le couvent de Vista Alegre ;
- Cambados ;
- Noia ; l'église Saint-Martin ;
- Corcubión ;
- Finisterre ; Le cap Finisterre.

## Dans les arts

### Cinéma
- The Way, La route ensemble, 2010, film américano-espagnol réalisé par Emilio Estevez
- Saint-Jacques… La Mecque, 2005, film français réalisé par Coline Serreau

### Sources et bibliographie
- (es) Cet article est partiellement ou en totalité issu de l’article de Wikipédia en espagnol intitulé « Camino de Santiago Francés » (voir la liste des auteurs).
- Grégoire, J.-Y. & Laborde-Balen, L. , « Le Chemin de Saint-Jacques en Espagne - De Saint-Jean-Pied-de-Port à Compostelle - Guide pratique du pèlerin », Rando Éditions, mars 2006,  (ISBN 2-84182-224-9)
- « Camino de Santiago  St-Jean-Pied-de-Port - Santiago de Compostela », Michelin et Cie, Manufacture Française des Pneumatiques Michelin, Paris, 2009,  (ISBN 978-2-06-714805-5)
- « Le Chemin de Saint-Jacques Carte Routière », Junta de Castilla y León, Editorial Everest